# Атхарва-веда
Атхарва-веда (санскр. अथर्ववेद) — священний текст індуїзму, одна з Вед, зазвичай під час нумерації розташовується на четвертому місці.
За індуїстською традицією, «Атхарва-веда» була переважно складена двома групами ріші, відомими як Бхрігу і Ангіраса. Частина «Атхарва-веди» приписується іншим ріші, таким як Каушік, Васіштха і Каш'япа. Збереглися дві редакції (шакхи) «Атхарва-веди», знані як Шаунакія і Пайппалада.

## Етимологія
«Атхарва-веда» (санскр. अथर्ववेद,  atharvavéda IAST) — складне слово: санскр. अथर्वन् atharvan IAST — «стародавній ріші»), і санскр. वेद veda IAST — «знання».

## Значення
Належачи до самого раннього, ведичного, періоду староіндійської літератури, ця памʼятка займає особливе місце серед інших Вед, відрізняючись від них і за своїм змістом, і по тому ритуалу, який з нею пов'язаний. «Атхарва-веда» унікальна бо відображає ті сторони життя найдавніших індійців, памʼять про які зникла б назавжди, якби його не було зафіксована в цій Веді.
Інші Веди звернені до богів, подвиги яких вони вихваляють. Вони представляють високу, ієратичну поезію і можуть лише побічно відобразити інтереси і потреби людей того часу. «Атхарва-веда» набагато більш безпосередньо виражає потреби і бажання ведичних аріїв. У її заговорах і заклинаннях людина постає в інтимних аспектах свого існування. Саме з «Атхарва-веди» ми дізнаємося про нього такі побутові подробиці, які за своєю дрібʼязковістю не могли знайти місця в ієратичних гімнах. У Атхарваведі йдеться звичайно не про богів і міфи, а про людину у її суспільному й особистому житті, її хвороби і страхи і тощо. Це свого роду енциклопедія побуту ведійських племен, з якої можна почерпнути відомості і про помазання царя на царство, і про весілля або похорон, і про будівництво хатини, і про лікування хворих.
Безсумнівно належачи до ядра ведичних писань, Атхарваведа в деякому роді також є незалежною традицією, паралельною Рігведі і Яджурведі.
Тексти джайнізму і буддизму ворожіші до Атхарваведи, ніж до інших індуїстським текстів (називаючи її Аггавана (Aggvāna IAST)-Ведою або Ахавана (Ahavāna IAST)-Ведою). Вони навіть називають її не арійської Ведою, яку в Пайппаладі (paippalāda IAST) придумали для людських жертвоприношень. Індуїстські тексти також беруть жорстку позицію, зустрічаються заборони на згадування текстів атхарванів (Atharvān IAST) в контексті ведичної літератури, хоча деякі вважають, що причина цього — те, що Атхарваведа за часом йде останньою. Самі по собі атхарван-парішіштхас ( Pariśiśhthas IAST — доповнення) стверджують, що спеціальних жерців шкіл Мауда (Mauda IAST) і Джалада (Jalada IAST) слід уникати. Стверджують навіть, що жінки, повʼязані з атхарванов, можуть постраждати від абортів.

## Редакції
«Чаранавьюха», автором якої заведено вважати Шаунаку, перераховує дев'ять шакх, або шкіл,«Атхарва-веди»:
1. Пайппалада (paippalāda IAST)
2. Стауда (stauda IAST)
3. Мауда (mauda IAST)
4. Шаунакія (śaunakiya IAST)
5. Джаджала (jājala IAST)
6. Джалада (jalada IAST)
7. Брахмавада (brahmavada IAST)
8. Девадарша (devadarśa IAST)
9. Чаранавідья (chāraṇavidyā IAST)

З них збереглися тільки редакції Шаунакія (АВШ) і Пайппалада (АВП). Головний текст Пайппалади вважається давнішим, ніж головний текст Шаунакіі, але обидва вони містять ще й пізні додатки та зміни. Часто порядок віршів у відповідних гімнах різниться, іноді в гімнах зустрічаються вірші, яких немає в іншій редакції. Ті місця, де обидві сходяться, найімовірніше, походять від превісної версії.
Також на «Вішну-пурані» і «Ваю-пурані» можна знайти кілька давніших шкіл, не перелічених у«Чаранавьюсі»:
- Суманту (sumantu IAST)
- Кабандха (kabandha IAST)
- Кумуда (kumuda IAST)
- Шаулкаяна (śaulkāyana IAST)
- Бабхравья (babhravya IAST)
- Мунджакеша (munjakeśa IAST)
- Сайндхаваяна (saindhavāyana IAST)
- Накшатракальпа (nakśatrakalpa IAST)
- Шантікальпа (śāntikalpa IAST)
- Самхітавідхі (saṃhitāvidhi IAST)

Принаймні деякі з них розвинулися в інші школи, згадані в списку Чаранавьюхі. Самхітавідхі, Шантікальпа і Накшатракальпа — це п'ять текстів «кальпа», додані до традиції Шаунакіі і не утворили власних окремих шкіл.
Ґрунтуючись на тексті Пуран, ми можемо припустити наступну історію розвитку редакцій Атхарваведи:
```
    
 vyāsa parāśarya
 IAST
 * 
          | 
       
 sumantu
 IAST
 
          | 
 
 kabandha ātharvan-añgirasa
 IAST
 
          | 
          +---- 
 pathya
 IAST
 
          | | 
          | +---- 
 kumuda
 IAST
 
          | | | (?) 
          | | +---- 
 jalada
 IAST
 
          | +---- 
 jājala
 IAST
 
          | +----
 śaunakiya 
 IAST
 
          | | 
          | +---- 
 babhravya
 IAST
 
          | | 
          | +---- 
 saindhavāyana
 IAST
 
          | | (?) 
          | +---- 
 munjakeśa
 IAST
 
          +---- 
 devadarśa
 IAST
 
                   | 
                   +---- 
 mauda
 IAST
 
                   +----
 paippalāda 
 IAST
 
                   | | (?) 
                   | +---- 
 stauda
 IAST
 
                   +---- 
 śaulkāyana
 IAST
 
                   +---- 
 brahmavada
 IAST
 
                            | (?) 
                            +---- 
 chāraṇavidyā
 IAST
```

- Вьяса — титул вищого гуру, Парасара — ведичний ріші, автор Вішну Пурани.

Існують два головних загальноведичних тексти поєднувані з Атхарваведою: Вайтана-сутра (vaitāna sūtra IAST) і Каушик-сутра (kauśika sūtra IAST). Вони служать тій же меті, що і Відхана ( vidhāna IAST) Рігведи і цінніші для вивчення зв'язку Пуран і Вед, ніж сам текст Атхарваведи.
З Атхарваведою повʼязані декілька Упанішад, але вони, найімовірніше, є пізнішими доповненнями до традиції. Найважливіші серед них — Мундака (munḍaka IAST і Прашна (praṣna IAST). Перша містить важливі відсилання до Шаунака Шаунаки (Śaunaka IAST), засновника Шаунакія Шакхі, друга повʼязана з Пайппалада Шакхою.

## Важливі моменти
- Атхарваведа — перший індійський текст, пов'язаний з медициною. Він визначає як причини хвороби живих істот: наприклад, ятудханья ( yatudhānya IAST), крімі ( kṛimi IAST) і дурнама ( durṇama IAST). Атхарвани (atharvāns IAST) відшукують їх і вбивають за допомогою ліків, щоб перемогти хворобу. Цей підхід до хвороби несподівано просунутий порівняно з тригуморальною (trihumor) теорією, розробленої в пуранічних (puraṇic IAST) періоді. Залишки оригінальних атхарванічних думок все ще траплялися в пуранічному періоді, як ми можемо бачити в медичному трактаті Сушрута (suṣruta IAST) (Гаруда Пурана, карма Канді (garuḍa purāṇa, karma kāṃḍa IAST) — глава 164). Тут, слідуючи атхарванскій теорії, пуранічний текст вважає мікробів причиною прокази. У тій же главі Сушрута також розширює роль гельмінтів у викликанні захворювань. Ці два висловлювання можна простежити аж до Атхарваведа-Самгіти. Гімн АВ I.23—24 описує захворювання проказою і рекомендує застосовувати для лікування раджані аушадхі (rajanī auṣadhi IAST). З опису аушадхі (auṣadhi IAST) як рослини з чорними стеблами і темними плямами можна зробити висновок, що мається на увазі, найімовірніше, лишайник з антибіотичними властивостями. Таким чином, Атхарваведа може вважатися першим текстом, що містить записи про використання антибіотиків.

- Атхарваведа також інформує нас про війну. Своє місце в самгіті (saṃhita IAST) Атхарваведи знаходять такі пристосування як, наприклад, стріла з каналом для отрути (apāskambha IAST) і отрута з касторової бобів (castor bean poison), отруєна сітка і пастки з гаками, використання жуків які поширюють хвороби і димових завіс (наприклад, гімни IX.9, IX.10, гімни трішамді (triśaṃdi IAST) і ньярбуді (nyārbudi hymns  IAST)). Ці відсилання до військових практик та пов'язаних з ними ритуалів шатріїв ( kśatriya IAST) і послужили причиною формування страшної репутації Атхарваведа. Під час ери Махабхарати, що настала відразу після періоду атхарван ( atharvān IAST) частими були порівняння зброї і мантр героїв. Можливо, це порівняння спочатку означало застосування смертельної зброї згідно з традицією атхарванів.

- Деякі звичайні та спеціальні ритуали арійців складають основний зміст Атхарваведи, так само, як і трьох інших вед. Головні ритуали, які розкриваються Атхарваведою, — весілля в Канді (kāṃḍa IAST) XIV і поховання в Канді kāṃḍa IAST XVIII. Є також гімни, специфічні для ритуалів бхрігу-агнірасас ( bhṛigu-agnirasas IAST), врьятьяс ( vṛātyas IAST) і кшатріяс ( kśatriyas IAST). Один з найважливіших серед них — Вішасахі Врата ( Viśhāsahi Vrata IAST), що виконується для закликання ндри (īṃdra IAST) і Вішну ( Viṣṇu IAST) з мантрами XVII канди ( kāṃḍa IAST). Ритуали врьятья ( Vṛātya IAST) виконувалися тими, хто обрав кочовий аскетичний спосіб життя і зазвичай посилався в сусідні держави главою країни. Схоже, вони відіграли певну роль у повідомленні і торгівлі з сусідніми державами (наприклад, можна порівняти зі схожим на врьятью подорожжю Арджуни в князівство Яда, щоб домовитися з Субхадрою). Нарешті, деякі ритуали спрямовані на подолання ворогів (ритуали і гімни Абхічаріка ( Abhichārika IAST), особливо часто використовують завершальні мантри XVI-й канди ( kāṃḍa IAST). Підтримуючи традиційні негативні думки про Атхарваведу, по суті вони відображають деякі інші гімни з Рігведи, так само, як і Яджурведа ( Yajuṣes IAST). Більш того, ритуали Абхічарікі (Abhichārika IAST) були складовою частиною ведизму, про це широко свідчать Брахмани (brāhmaṇa IAST) (див. історію Явакради (Yavakrdḍa IAST) в Джайміні Брахмані (Jaiminiya brāhmaṇa IAST). Так що Атхарваведа повністю вкладається у ведичну традицію, в той же час концентруючись на деяких кланах жерців вогню. Розвиток ритуалів Абхічарікі ( Abhichārika IAST) до своєї сучасної форми видно тільки в літературі відхани (vidhāna IAST) і, по суті, почалося в рігведіческой традиції у формі Рігвідхани (ṛigvidhāna IAST). Автор Рігвідхани (ṛigvidhāna IAST) дає відсилання до розвитку схожих ритуалів у традиції Атхарваведи (посилання на Агніраса Кріт (Agnirasa Krityās IAST). Ці ритуали досягли кульмінації в Каушик ( Kauśika IAST) і Вайтана-сутрах (Vaitana Sūtra IAST) і в деяких Парішіштхах (Pariśiśhthas IAST) (доповненнях) до літератури атхарванів. Однак вони дуже сильно віддалилися від актуальних гімнів, які проголошували, що вони представляють швидше оформлення атхарванской практики, ніж її початкову форму. Попри те, що у своїй крайній формі атхарванічна Абхічаріка (Abhichārika IAST) згасла, вона справила великий вплив на індійську культуру, що виразилося в походженні пуранічних форми вогняного ритуалу (яги (yaga)). Вона також надала стартову точку для поклоніння пізніше популярними божествам — таких, як Кумара (Картікея) і Ганапаті, які встали в центр індуїстського ритуалу.